# Стиракоцефал
Стиракоцефал (лат. Styracocephalus) — род примитивных терапсид из «средней» перми (средний горизонт зоны Tapinocephalus) Южной Африки. Обычно считается тапиноцефалом, но некоторыми исследователями относится к бурнетиидам.

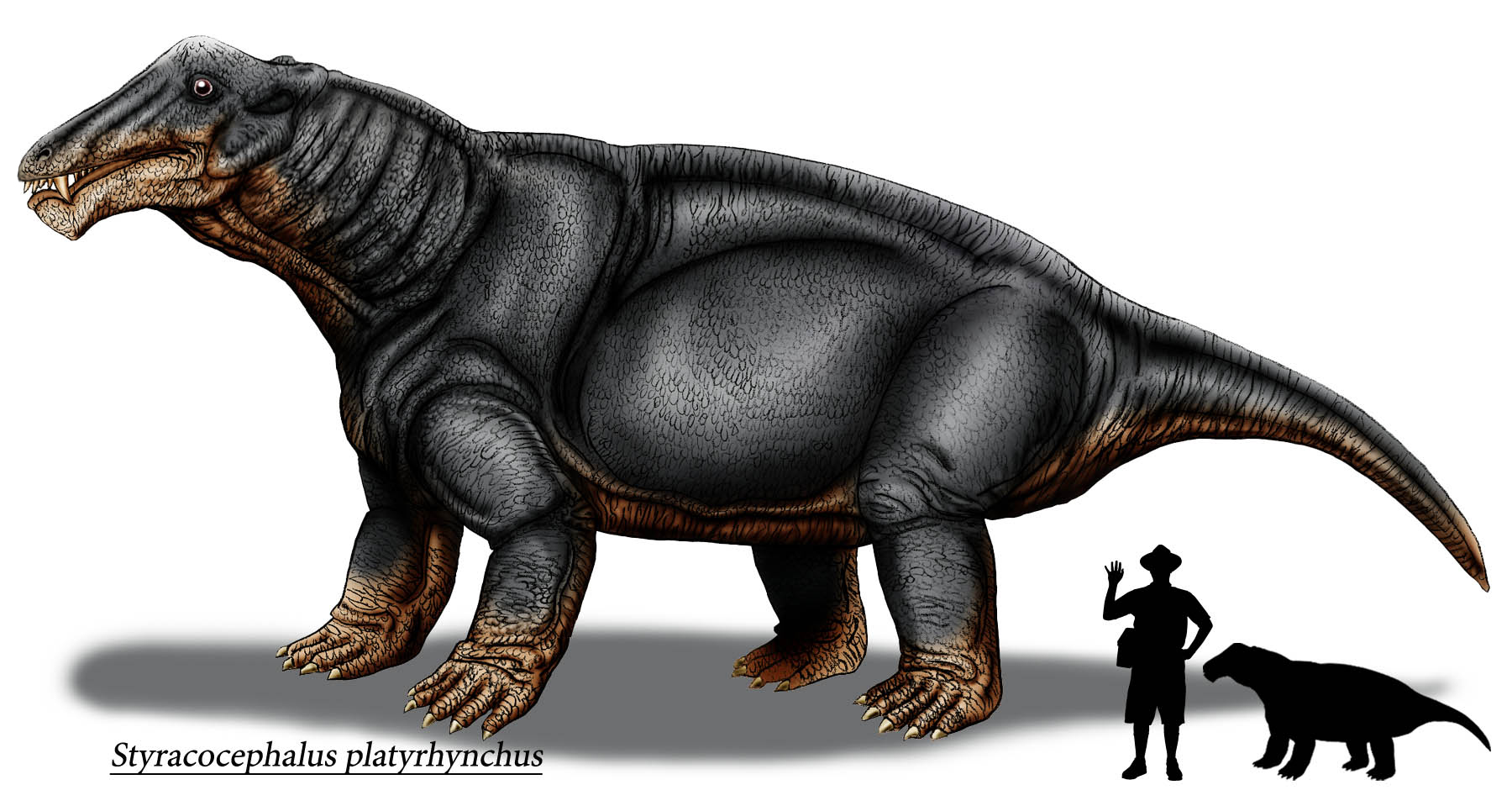
Стиракоцефал. Внизу показан сравнительный размер

Животное крупных размеров (длиной, вероятно, до 2,5 метров). Морда очень длинная, низкая. Мощные выросты над глазами, развитые «рога» табулярных костей, направленные назад, боковые выросты на чешуйчатых костях. Зубной край верхней челюсти прямой, нижняя челюсть массивная с высоким симфизом. Развиты мощные резцы, сохраняются увеличенные клыки, заклыковые зубы многочисленные (до 11 пар).
Нёбные зубы слабо развиты. Животное растительноядное. Описан С. Хоутоном в 1929 году. Долгое время был известен лишь по одному разрушенному черепу, но в 1997 году было опубликовано дополнительное описание ещё нескольких черепов. В отличие от бурнетиид и эстемменозухов, выросты черепа образованы другими костями. Поэтому, вероятно, представляет особую ветвь дейноцефалов.